# Уильямс, Джомал
Джомал Эванс Уильямс (англ. Jomal Evans Williams; род. 28 августа 1994, Порт-оф-Спейн, Тринидад и Тобаго) — тринидадский футболист, полузащитник.

## Клубная карьера
Воспитанник клуба «Дабл-Ю Коннекшн». За его основной состав хавбек дебютировал в 17 лет. Постепенно Уильямс стал одним из основных игроков команды. С целью его дальнейшего роста «Дабл-Ю Коннекшн» стал его отдавать в аренду в зарубежные коллективы. С 2016 по 2017 гг. он вместе Шадоном Винчестером отыграл в мексиканском «Мурсьелагосе». В феврале 2018 года полузащитник отправился в европейское первенство, он был отдан в аренду азербайджанскому клубу «Зиря».

## Карьера в сборной
Джомал Уильямс выступал за все юношеские и молодёжную сборную страны. За главную национальную команду страны хавбек дебютировал 27 марта 2015 года в товарищеском матче против сборной Панамы, который закончился поражением тринидадцев со счётом 0:1.

## Достижения
- Чемпион Тринидада и Тобаго: 2013/14
- Обладатель Кубка Тринидада и Тобаго (2): 2014, 2016